# Caccobius meridionalis
Caccobius meridionalis är en skalbaggsart som beskrevs av Antoine Boucomont 1914. Caccobius meridionalis ingår i släktet Caccobius och familjen bladhorningar. Inga underarter finns listade.